# Bromovodonična kiselina
Bromovodonična kiselina (HBr) je jaka kiselina koja se formira rastvaranjem diatomiskog bromovodonika u vodi. "Konstantno ključajuća" bromovodonična kiselina je vodeni rastvor koji se destiluje na 124.3 ° i sadrži 47.6% HBr po težini, što je 8.89 . Bromovodonična kiselina ima  od −9, te je jača kiselina nego hlorovodonična kiselina, ali slabija nego jodovodonična kiselina. Bromovodonična kiselina je jedna od najjačih poznatih mineralnih kiselina.

## Upotreba
Bromovodonična kiselina se uglavnom koristi za pripremu neorganskih bromida, posebno bromida cinka, kalcijuma, i natrijuma. Ona je koristan reagens za formiranje organobrominskih jedinjenja. Pojedini etri se mogu razložiti koristeći HBr. Ona isto tako katalizuje reakcije alkilacije i ekstrakcije pojedinih ruda. Neka od jedinjenja sa industrijskim značajem koja se pripremaju koristeći bromovodoničnu kiselinu su alil bromid, tetrabromobis(fenol), i bromosirćetna kiselina.

## Sinteze
Bromovodonična kiselina se može laboratorijski pripremiti reakcijom 2, 2 i vode.
Laboratorijska priprema se često izvodi putem formiranja bezvodnog , koji se zatim rastvara u vodi.
Bromovodonična kiselina se priprema u industrijskim uslovima reakcijom broma sa bilo sumporom ili fosforom i vodom. Ona se takođe može formirati elektrolitički.

## Spoljašnje veze
- Karta međunarodne hemijske bezbednosti 0282
- džepni vodič za hemijske hazarde